# Paul Pruyser
Paul W. Pruyser (ur. 29 maja 1916 w Amsterdamie, zm. 9 kwietnia 1987 w Topeka) – amerykański psycholog kliniczny związany przez długie lata z Menninger Foundation. Jeden z najbardziej znanych autorów psychologicznych teorii dotyczących religii. Największy wpływ wywarli na niego James, Freud, Otto i Winnicott. W roku jego śmierci APA (Amerykańskie Stowarzyszenie Psychologów) uczciło jego pamięć między innymi referatem Wiliama H. Smitha z Menninger Foundation.
Na jego poglądy i przekonania w dużej mierze wpływ miał fakt, że od dziecka wychowywał się bez ojca, który wcześnie zmarł. W wielu dziełach Pruyser poruszał temat poszukiwania znaczenia faktu utraty ojca.
Paul wcześnie został posłany do kalwinistycznej szkoły, gdzie zetknął się z surową i zimną atmosferą, odmienną od tej panującej w jego domu rodzinnym. W okresie dorastania autor zbuntował się przeciwko tradycji reformatorów i odrzucił ich poglądy.
W trakcie okupacji Holandii był członkiem podziemia i w trakcie tej działalności poznał swoją przyszłą żonę Jansje.

## Model psychologiczno-kulturowy
Stworzył psychologiczno-kulturowy model traktujący o trzech „światach”, w których żyją ludzie: Autystyczny, Iluzjonistyczny i Realistyczny.
| Świat autystyczny | Świat iluzjonistyczny | Świat realistyczny |
| --- | --- | --- |
| Fantazja nieukierunkowana Myślenie w kategoriach wszechmocy Nieopanowane kaprysy Wolne skojarzenia Obrazy niewyrażalne Byty lub fakty Halucynacyjne potrzeby prywatne Symptomy Sny Sterylność Obiekt wewnętrzny (image) | Fantazja ukierunkowana Myślenie typu poszukiwawczego Uporządkowana wyobraźnia Związki inspirowane Obrazy dające się zwerbalizować Byty lub fakty Wyobrażeniowe potrzeby kulturowe Symbole Zabawa Twórczość Obiekty transcendentalne, których pierwowzorem jest dziecięcy obiekt przejściowy | Percepcja zmysłowa Testowanie rzeczywistości Twarde, niezaprzeczalne fakty Związki logiczne Odniesienia do rzeczy namacalnych Rzeczywiste byty lub fakty Potrzeby rzeczywiste Znaki, wskaźniki Praca Zaradność Obiekty zewnętrzne |

## Religia w trzech światach
Według duchowych teorii Pruyser’a, religia może funkcjonować w każdym ze światów, jednak jedynie w świecie iluzjonistycznym staje się wartościowa. Świat iluzji, na który składają się procesy psychiczne zawierające w sobie treści pochodzące z grupowych wyobrażeń, wzorów kulturowych, symboli, rytuałów i religii, zajmuje się tworzeniem i utrzymaniem równowagi pomiędzy światem wewnętrznym i zewnętrznym. Religia jednak może przestać spełniać swoje role jeśli przejdzie do świata autystycznego lub realistycznego.

## Duchowny jako diagnosta
W swojej książce The Minister as Diagnostician (1976) potwierdził teologiczną wiedzę i autorytet kliniczny szpitalnych kapelanów w interdyscyplinarnych zespołach opieki zdrowotnej, przedstawił następujące zmienne: (1) świadomość świętości, (2) opatrzność, (3) wiara, rozumiana subiektywnie, (4) łaska i wdzięczność, (5) skrucha, (6) komunia, (7) powołanie.

## Wybrana bibliografia autorska
- A dynamic psychology of religion, New York 1968
- Between belief and unbelief, New York 1974
- The Minister as Diagnostician, Philadelphia 1976
- The play of imagination, New York 1983